# Томас Ньюман
Томас Монтгомері Ньюман (англ. Thomas Montgomery Newman; нар. 20 жовтня 1955 в Лос-Анджелесі) — американський композитор, що спеціалізується на створенні композицій звукового супроводу фільмів. Склав композиції більш ніж до 60 фільмів. Не слід плутати з Томом Ньюманом.

## Біографія
Томас Ньюман народився в Лос-Анджелесі, штат Каліфорнія в родині уродженки Міссісіпі Марти Луїзи Монтгомері й легендарного композитора Голлівуду Альфреда Ньюмана. Томас Ньюман є членом династії композиторів, які спеціалізуються в написанні композицій до фільмів, яка включає його батька, дядька Лайонела Ньюмана, його брата Девіда Ньюмана, і його двоюрідних братів Джо Ньюмана та Ренді Ньюмана, який більше відомий як співак і композитор, і його сестру Марію Ньюман.
Хлопчик з дитинства виявляв інтерес до музики, навчався грі на фортепіано та скрипці.
Ньюман здобув освіту в Єльському університеті і почав свою кар'єру композитора в 1984 році зі створення музики до фільму «Безстрашні». Його прорив відбувся в 1994 році, коли він отримав дві номінації Академії за музику до фільмів «Маленькі жінки» та «Втеча з Шоушенка», Ньюман був єдиним двічі номінантом в цьому році. В останні роки він домігся успіху (як за оцінками критиків, так і комерційного) написанням музики до фільмів «Краса по-американськи» (лауреат премії «Grammy» за найкращий Саундтрек для художнього фільму, телебачення або інших візуальних медіа), «Проклятий шлях», «У пошуках Немо», «Лемоні Снікет: 33 нещастя», «Ерін Брокович», «Хороший німець» і «ВОЛЛ-І».
Ньюман також пише музику для телебачення, в тому числі він написав музичну тему для серіалу «Boston Public» та міні-серіалу «Ангели в Америці». Його музична тема для серіалу «Six Feet Under» виграла дві нагороди Grammy в 2003 році — Найкраща інструментальна композиція і Найкраща інструментальна аранжування.
На 79-й церемонії нагородження Академії, у відповідь на жарт режисера Еррола Морріса, що він був висунутий як номінанта і не зміг виграти «Оскар» вісім разів, відповів: «Так, мені не вдалося отримати нагороду сім разів і це буде мій восьмий раз».
У 2007 році режисер Майкл Мур включив у свій документальний фільм «Sicko» 7 раніше написаних Ньюманом композицій.
Фрагмент композиції «Brooks Was Here», яка була написана для фільму «Втеча з Шоушенка» і включена в його саундтрек, був використаний у пісні Сила (Seal) «My Vision».

## Фільмографія

### 1980-ті
- 1984 — Помста придурків
- 1984 — Грендв'ю, США
- 1985 — Чоловік у червоному черевику
- 1985 — Справжній геній
- 1986 — Ентузіаст
- 1986 — Джек-стрибунець
- 1987 — Пропащі хлопці
- 1987 — Менше нуля
- 1988 — Добре на природі
- 1988 — Принц Пенсильванії

### 1990-ті
- 1990 — Ласкаво просимо додому, Роксі Кармайкл
- 1991 — Як зробити кар'єру
- 1992 — Гравець
- 1992 — Запах жінки
- 1993 — Джош і Сем
- 1994 — Кохання втрьох
- 1994 — Послуга
- 1994 — Втеча з Шоушенка
- 1994 — Війна
- 1994 — Маленькі жінки
- 1996 — Близько до серця
- 1996 — Феномен
- 1996 — Народ проти Ларрі Флінта
- 1997 — Червоний кут
- 1997 — Божевільне місто
- 1997 — Оскар і Люсінда
- 1998 — Знайомтеся — Джо Блек
- 1999 — Краса по-американськи
- 1999 — Зелена миля

### 2000-ні
- 2000 — Ерін Брокович
- 2000 — Заплати іншому
- 2001 — У спальні
- 2002 — Море Солтона
- 2002 — Проклятий шлях
- 2003 — У пошуках Немо
- 2004 — Лемоні Снікет: 33 нещастя
- 2005 — Нокдаун
- 2005 — Морпіхи
- 2006 — Як малі діти
- 2006 — Добрий німець
- 2008 — ВОЛЛ·І
- 2008 — Життя спочатку
- 2009 — Брати

### 2010-ті
- 2010 — Розплата
- 2011 — Змінюючи реальність
- 2011 — Прислуга
- 2011 — Залізна леді
- 2012 — 007: Координати «Скайфолл»
- 2013 — Побічна дія
- 2013 — Порятунок містера Бенкса
- 2014 — Суддя
- 2015 — Міст шпигунів
- 2015 — 007: Спектр
- 2016 — У пошуках Дорі
- 2016 — Пробудження
- 2017 — Вікторія та Абдул
- 2017 — Відважні
- 2019 — Розбійники з великої дороги
- 2019 — Толкін
- 2019 — 1917

### 2020-ті
- 2020 — Нехай говорять
- 2021 — Дрібниці
- 2021 — Операція "М'ясний фарш"
- 2022 — Пес
- 2022 — Імперія світла
- 2023 — Стихії
- 2023 — Остання подорож «Деметри»
- 2024 — Види милосердя
- 2025 — Операція «Чорний кейс»